# Costa Cilentana
Se conoce como costa cilentana la parte de costa de la región de Campania comprendida entre el golfo de Salerno y el golfo de Policastro, en Cilento. Desde 1998, parte de la costa cilentana es considerada Patrimonio de la Humanidad de la Unesco en un conjunto denominado «Parque Nacional del Cilento y Vallo de Diano con los sitios arqueológicos de Paestum y Velia, y la cartuja de Padula».

## Comunas
Forman parte de la costa:
- Agropoli con Agropoli y Mattine
- Ascea, con Velia y Marina di Ascea
- Camerota, con Marina di Camerota
- Capaccio-Paestum, con Paestum, Laura y Licinella
- Casal Velino, con Marina di Casalvelino
- Castellabate, con Santa Maria, San Marco, Licosa y Ogliastro Marina
- Centola, con Palinuro
- Ispani, con Capitello
- Montecorice, con Agnone Cilento y Case del Conte
- Pisciotta, con Caprioli y Marina di Pisciotta
- Pollica, con Acciaroli y Pioppi
- San Giovanni a Piro, con Scario
- San Mauro Cilento, con la localidad de Mezzatorre
- Santa Marina, con Policastro Bussentino
- Sapri
- Vibonati, con Villammare

## Galería

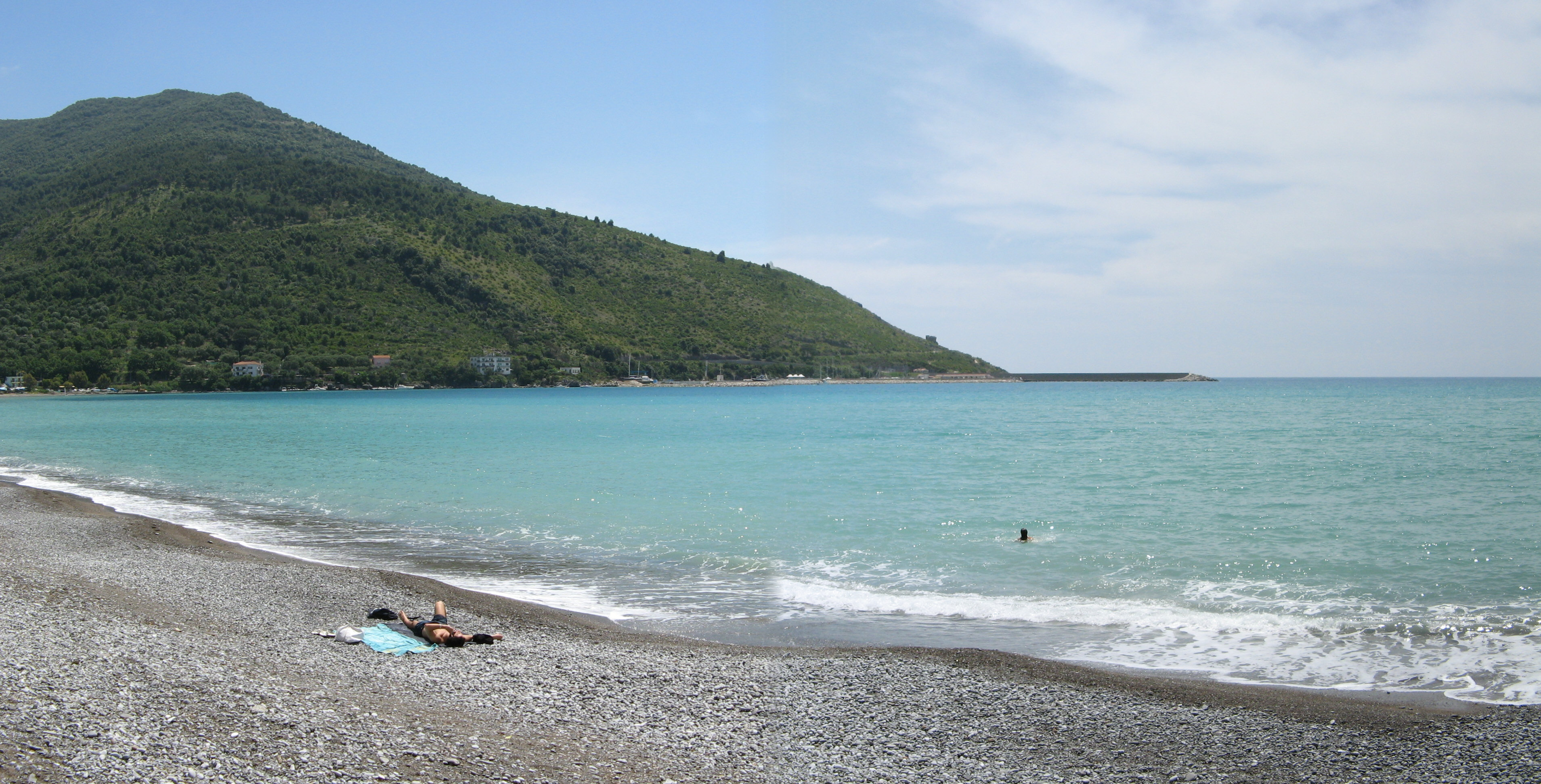
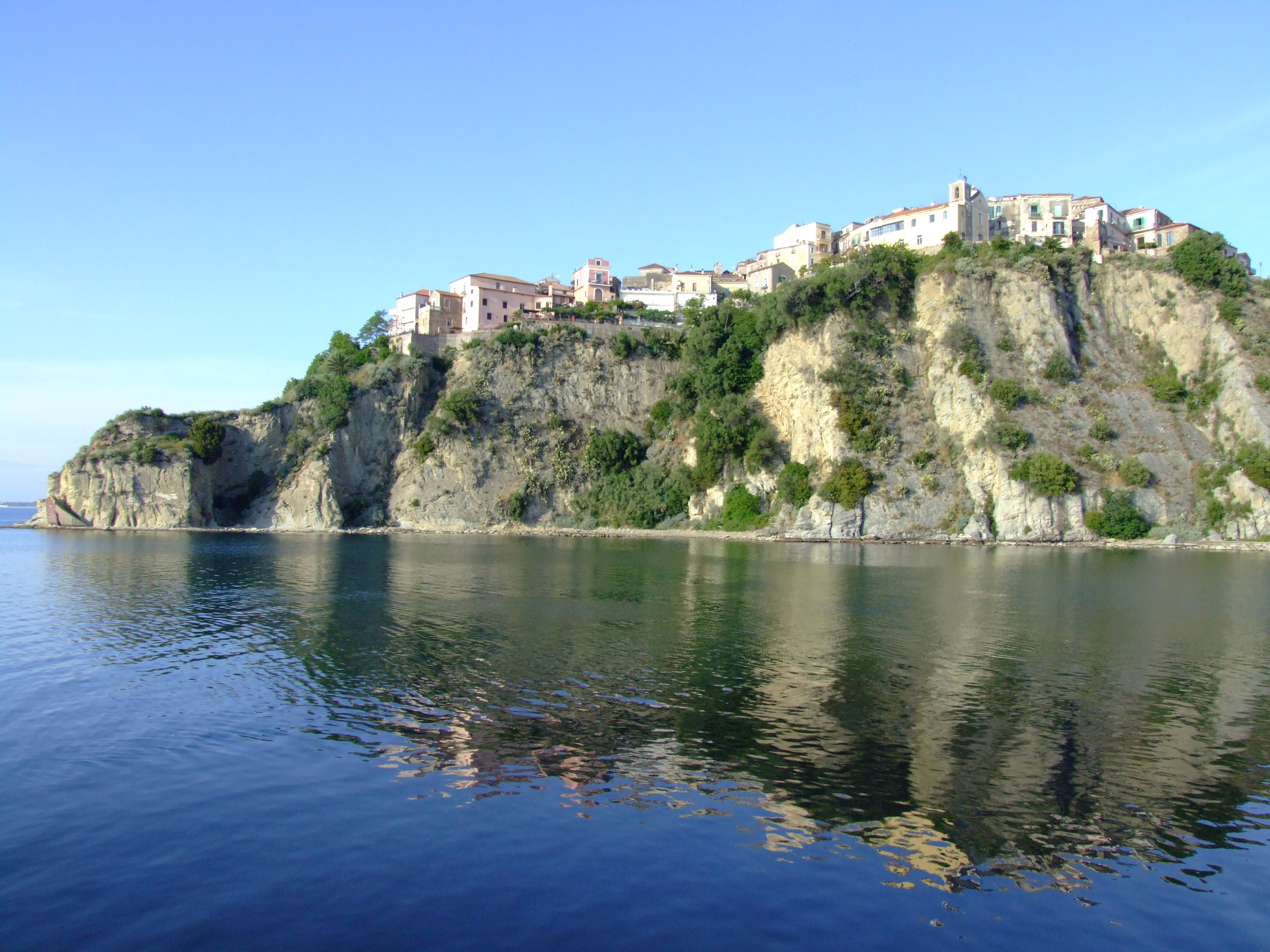
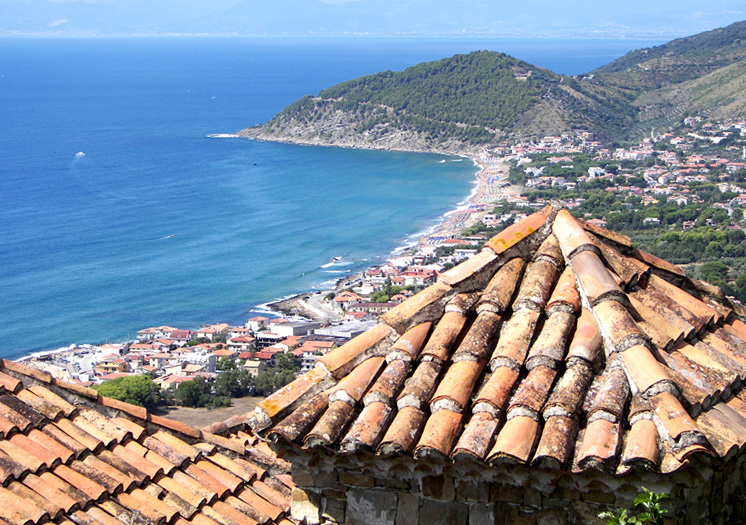
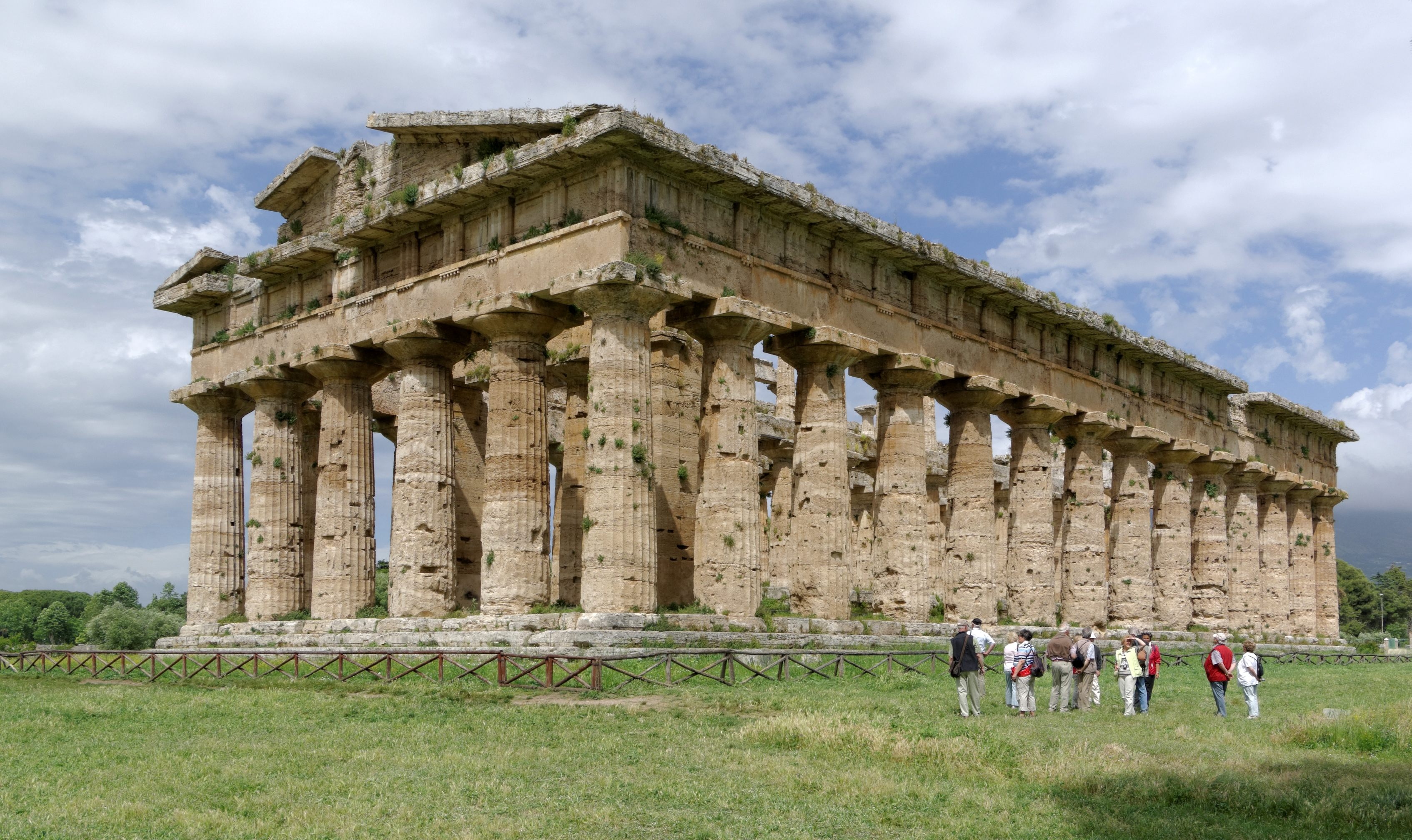
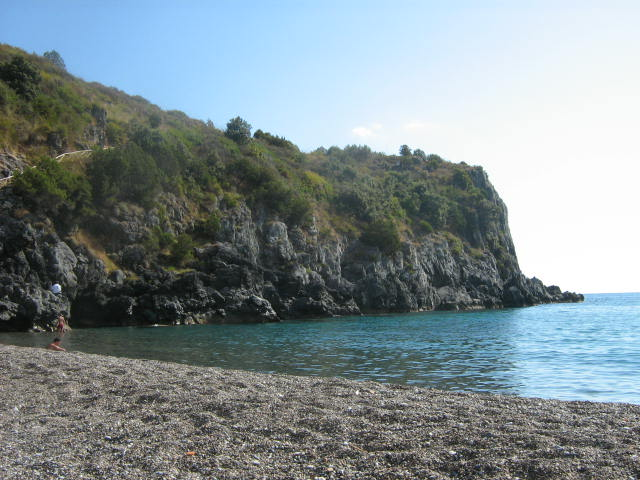
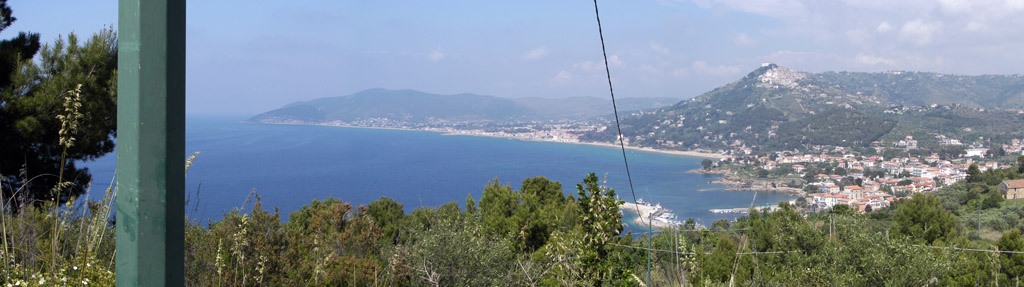